# Tierce à cœur
Pour plus de détails, voir Fiche technique et Distribution.
Tierce à cœur est un film français réalisé par Jacques de Casembroot, sorti en 1947.

## Fiche technique
- Titre : Tierce à cœur
- Réalisation : Jacques de Casembroot
- Scénario : Marc-Gilbert Sauvajon
- Photographie : Nicolas Toporkoff
- Musique : Georges Van Parys
- Son : Jean Rieul
- Scripte : Suzanne Durrenberger
- Décors : Pierre Marquet [1],[2]
- Société de production : Union cinématographique lyonnaise (UCIL)
- Tournage : du 23 juin au 28 juillet 1947
- Pays d'origine :  France
- Langue : français
- Format : Noir et blanc - 35 mm - 1,37:1 - Mono
- Genre : Comédie
- Durée : 85 minutes
- Date de sortie : France, 10 décembre 1947
- Affiches : Marcel Jeanne, Roger Cartier (France)

## Distribution
- Georges Grey : Jérôme de Latour Martin
- Henri Guisol : Jasmin
- Sophie Desmarets : Gaby
- Paul Amiot : le président du tribunal
- Jacqueline Porel : Dina
- Pauline Carton : Marguerite
- Henri de Livry : le livreur
- Albert Michel : Bastien
- Francine Claudel : Lorraine